# Extraliga (Slowakei, Schach)
Die Extraliga ist die höchste Spielklasse im slowakischen Mannschaftsschach. Dieser gehören 12 Mannschaften an; gespielt wird an 8 Brettern.

## Organisationsform
Die 12 teilnehmenden Mannschaften spielen ein einfaches Rundenturnier, über die Endplatzierung entscheidet zunächst die Anzahl der Mannschaftspunkte (drei Punkte für einen Sieg, ein Punkt für ein Unentschieden, kein Punkt für eine Niederlage), anschließend die Anzahl der Brettpunkte (ein Punkt für eine Gewinnpartie, ein halber Punkt für eine Remispartie, kein Punkt für eine Verlustpartie). Die beiden Letzten steigen in die 1. liga ab und werden durch die Sieger der Staffeln západ (West) und východ (Ost) der 1. liga ersetzt.
Die Bedenkzeit beträgt 90 Minuten für die ersten 40 Züge und 30 Minuten bis zum Partieende; ab dem ersten Zug erhält jeder Spieler zudem eine Zeitgutschrift von 30 Sekunden pro Zug bis zum Ende der Partie.

## Geschichte
Die Extraliga wurde nach der Auflösung der Tschechoslowakei zur Saison 1992/93 eingeführt. Bei Gründung gehörten der Extraliga vier Mannschaften an, zur Saison 1993/94 wurde die Extraliga auf 14 Mannschaften erweitert. Seit der Saison 1996/97 beträgt die Ligastärke zwölf Mannschaften.

## Sieger der Extraliga
- 1993: ELAI Bratislava
- 1994: Lokomotiva ŽOS Trnava
- 1995: ŠK Slovan Rimavská Sobota
- 1996: ŠK Slovan Bratislava
- 1997: ŠK Dunaj Bratislava
- 1998: ŠK Bestex Nové Zámky
- 1999: ŠK Slovan Bratislava
- 2000: ŠK Tatran Prešov
- 2001: ŠK Slovan Bratislava
- 2002: ŠK Slovan Bratislava
- 2003: ŠK HOFFER Komárno
- 2004: ZK Slovakofarma Hlohovec
- 2005: ŠK Liptov
- 2006: ŠK HOFFER Komárno
- 2007: ŠK HOFFER Komárno
- 2008: Slávia UJSC Košice
- 2009: ŠK Slovan Bratislava
- 2010: ŠK Prievidza
- 2011: ŠK CAISSA Čadca
- 2012: 7 Statočných Košice
- 2013: ŠK Slovan Bratislava
- 2014: ŠK Dunajská Streda
- 2015: ŠO ŠKM Angelus Stará Ľubovňa
- 2016: ŠO ŠKM Angelus Stará Ľubovňa
- 2017: ŠK Dunajská Streda
- 2018: ŠK Dunajská Streda
- 2019: TJ INBEST Dunajov
- 2020: CVČ Mladosť VIX Žilina
- 2021: —
- 2022: ŠK Modra
- 2023: ŠK Dunajská Streda
- 2024: ŠK Modra
- 2025: ŠK Modra